# 1946년 하와이 사탕수수 파업
1946년 하와이 설탕 파업은 역사상 가장 비용이 많이 든 파업 중 하나였다. 이 파업은 하와이의 거의 모든 플랜테이션에 영향을 미쳤으며, 작물 및 생산에서 1,500만 달러 이상의 비용을 발생시켰다. 이 파업은 영토 전역의 사회 변화를 이끄는 주요 원인 중 하나가 되었다.

## 배경
1835년에 이르러 섬의 대규모 플랜테이션은 크게 성장했다. 노동 수요 증가에 보조를 맞추기 위해 플랜테이션 소유주들은 1865년에 노동자들을 수입하기 시작했다. 이민 노동자들과 그들의 가족들은 중국, 한국, 포르투갈, 필리핀, 푸에르토리코, 그리고 일본에서 몰려들었다. 회사 채용 담당자들은 노동자 선택에 있어 매우 까다로웠다. 교육은 그들에게 아무런 가치가 없었고, 하와이의 환경은 열악했다. 회사들은 플랜테이션 근처의 모든 숙소와 상점을 소유하여 노동자들을 섬의 나머지 지역으로부터 고립시켰다. 모든 캠프는 인종적으로 분리되어 노동자들의 고립을 더욱 심화시켰다. 회사들은 또한 공익사업 회사 및 정부 관리들과도 긴밀한 관계를 맺었다. 임금을 낮게 유지하기 위해 회사들은 모든 공과금, 의료비, 연료 등을 지불했다. 정부와의 관계는 노동자들에게 유리한 법안이 통과되는 것을 막는 데 도움이 되었다. 현장 관리자들은 모두 무장하고 채찍을 들고 말을 타고 다니며 노동자들을 끊임없이 추격했다. 열악한 생활 환경, 낮은 임금, 힘든 노동, 가혹한 억압으로 인해 파업은 드문 일이 아니었다. 그러나 심한 인종 분리 때문에 파업은 주로 한 민족으로 구성되었고 매우 무질서하여 항상 실패할 운명이었다.
다행히도, 대규모 변화가 임박했다. 1935년에 전국노동관계법이 통과되어 미국 영토에서 합법적인 노동조합 조직이 허용되었다. 법 통과 직후, 노동조합 활동가들은 하와이로 들어와 노동자들을 활성화하는 데 도움을 주기 시작했다.
1938년 8월 1일, 국제항만창고노동조합 (ILWU) 조합원들은 다른 여러 노동조합과 함께 더 나은 임금과 노동조합 상점을 위해 세탁소, 자동차 딜러, 창고, 선박에 대항하는 파업을 조직했다. 모인 평화 시위대 200명 중 50명이 경찰이 해산을 시도하는 과정에서 부상을 입었다. 최루탄, 총검, 호스가 실패하자 경찰은 비무장 시위대에게 총기를 사용했다. 이 비극적인 날은 "힐로 학살" 또는 "하와이 피의 월요일"로 알려지게 되었고 섬에서의 추가적인 조직화를 이끌었다.

## 파업
1941년 진주만 공격 이후, 섬에는 계엄령이 선포되었다. 임금 동결, 노동 계약 중단, 직원들의 신규 고용주로의 전환 금지, 그리고 동일한 일을 더 많이 받는 군인들의 대규모 유입으로 노동 조직은 중단되었다. 차별 또한 노동조합 운동 침체의 주요 원인이었다. 모든 지역 스포츠 팀, 클럽 및 조직은 해체되었다. 유일하게 "서프 라이더스"라는 한 운동 클럽만 남았는데, 이는 그 이름이 영어였기 때문이었다. 이 그룹은 지역 사회와 노동자 조직의 초석이 되었다.
1943년까지 계엄령이 해제되자 지역 사회와 노동자 조직이 재개되었다. 노동조합 조직가들은 각 캠프에 지도자를 배정하고 이들을 모집하여 훈련시켰다. 그룹의 회장이 선출될 때마다, 선출된 부회장은 다른 민족이어야 했다. 이런 식으로 권력의 다수파가 없었고, 모든 사람이 동등하게 대표되고 있다고 느꼈으며, 모든 사람이 함께 일하는 법을 배웠다. 이러한 선거 기준은 지역 사회를 통합하기 위해 사용된 많은 기술 중 하나일 뿐이었다.
그러나 조직화는 쉽지 않았다. 전국노동관계법이 노동자들의 조직화 권리를 보장했지만, 그 권리를 강제하는 방법이나 수단을 명시하지는 않았다. 직원들은 비밀리에 만나야 했고, 종종 어둠이 내린 후 심지어 화장실에서 칸막이 벽 아래로 카드를 주고받았다. 추적당할 때는 하와이 경찰이 체포할 수 없는 미국 소유의 부동산으로 피신해야 했다. 노동자들은 이러한 간단한 기동에서 끝없는 유머를 발견했다. 파업 전이나 도중에 누군가 체포될 때마다 노동조합은 법적 대리를 위해 변호사를 제공했다.
1945년에 이르러 노동조합은 확고히 자리 잡았다. 그들은 모든 직원에 대해 시간당 43.5센트의 최저 임금을 보장하는 최초의 전 산업 계약을 달성했다. 노동자들에게 최저 임금은 좋은 시작이었지만, 그것은 단지 시작에 불과했다.
노동자 공동체의 지도자들이 동료 직원들의 필요를 더 잘 대변하는 방법을 배우기 위해, 10명으로 구성된 위원회가 본토로 가서 캘리포니아 노동 학교에 참석하기 위해 선발되었다. 그곳에서 그들은 노동법, 파업 수행 방법, 노동자 및 회사와의 관계 유지 방법 등을 배웠다. 위원회 구성원들은 다른 지도자들과 노동조합의 활동을 관찰하기 위해 미국 서해안 전역의 파업에 참석했다. 그들은 조직화 방법, 파업 참가자들에게 식량을 제공하는 방법, 사기를 유지하는 방법, 그리고 협상 방법에 대해 논의했다. 그들이 주에서 배운 모든 것은 앞으로 몇 달 동안 매우 유용할 것이었다.
제2차 세계 대전 중 계엄령 때문에 회사들은 심각한 노동력 부족에 직면했다. 계엄령이 해제되자 그들은 빈곤하고 교육받지 못한 이민 노동자들을 모집하는 옛 전술로 돌아갔는데, 이번에는 주로 전쟁으로 황폐해진 필리핀에서 온 노동자들이었다. 그러나 회사들이 예상하지 못한 것은 신규 노동자들을 실어 나르는 배에 노동조합 대표들이 타 있을 것이라는 점이었다. 이는 노동조합이 배가 접안하기도 전에 새로운 조합원들을 모집할 수 있게 해주었다. 대부분의 노동자들은 손에 노동조합 카드를 들고 배에서 내렸고, 새롭고 더 나은 삶을 준비했다. 아직 가입하지 않은 사람들도 캠프에서 빠르게 설득되어 가입했다. 노동조합원들은 문을 두드리며 이것이 단지 그들 자신만을 위한 것이 아니라 그들의 자녀들을 위한 것이라고 말했다. (멜라니 히킨, Business Insider, "역사상 가장 비용이 많이 든 파업". 2012년 2월 29일.)
1946년, 노동조합은 새로운 요구를 했다. 그들은 시간당 65센트의 최저 임금, 주 40시간 근무, 유니언 숍, 그리고 특전(의료, 연료, 공공요금 등을 제공하여 임금을 낮게 유지하는 시스템)을 현금으로 대체할 것을 요구했다. 노동자들은 특전 시스템의 중요성을 알고 있었다. 그들은 회사로부터 완전한 통제권을 빼앗을 수 있는 유일한 방법은 그 시스템을 끝내는 것임을 알았다. 노동조합의 요구가 너무 높자 회사들은 시간당 50센트의 최저 임금, 주 48시간 근무, 특전에 대한 현금 지급, 그리고 유니언 숍 없음이라는 역제안을 했다. 불만족한 노동조합은 파업을 선언했다. 1946년 9월 1일, 34개 설탕 공장 중 33곳에서 25,000명 이상의 직원이 파업에 돌입했고, 피켓 라인이 설치되었다.
파업 참가자들이 회사 재산을 손상시키는 것을 막기 위해 노동조합 경찰대가 창설되었다. 이 경찰대는 도박도 금지했다. 운송 부대는 필요한 곳으로 노동자들을 이동시켰고, 급식소가 설치되었다. 음악 공연, 영화 및 기타 프로그램을 주선하기 위해 여러 사기 및 엔터테인먼트 위원회가 구성되었다. 파업 참가자들과 그들의 가족에게 식량을 공급하기 위해 사냥 및 낚시 위원회도 설립되었다. 파업 참가자들을 낙담시키려는 시도로, 설탕 회사들은 쌀 회사들과 상점에서 쌀을 더 이상 팔지 않기로 합의하여 ILWU가 본토에서 쌀을 수입해야만 했다. 경찰이 파업 참가자들의 피켓 시위를 막았을 때, 그들은 섬의 도시들을 행진했다. 가장 중요하게도, 노동조합 지도자들은 투표할 자격이 있는 파업 참가자들을 조직하여 정치적 지지를 얻는 데 도움을 주었다. 1946년 지방 선거에서 35명의 노동조합 지지 후보가 당선되어 공화당의 지배에 종지부를 찍었다. 회사들의 '레드 베이팅' 시도는 모두 비참하게 실패했고, 고용주보다는 노동자들을 돕는 법률이 통과되었다.
너무 많은 직원들이 더 이상 임금을 받지 못하게 되자, 노동조합은 노동자들이 그들의 판잣집에 머물 수 있도록 집주인들과 거래를 했다. 그들은 만약 누군가 쫓겨나면 모두 시청으로 행진하여 그들을 위한 조항을 요구할 것이라고 위협했다. 전체 파업 기간 동안 단 한 명의 노동자도 쫓겨나지 않았다.
마침내 79일 만에 1946년 11월 17일 파업이 끝났다. 시간당 19센트(지급된 임금에 따라 다름)의 임금 인상, 주 46시간 근무, 그리고 특전 시스템의 종료로 노동조합은 승리를 선언했다. 비록 유니언 숍을 얻지는 못했지만, 노동자들은 그들이 얻은 존중과 인정을 여전히 기뻐했다.

## 여파
더 이상 그들은 들판에서 말을 탄 무장 관리자들에게 괴롭힘을 당하지 않을 것이었다. 그러나 이러한 번영은 파업 참가자들이 바랐던 만큼 오래 지속되지 않았다. 하나씩, 설탕 공장과 플랜테이션은 문을 닫기 시작했다. 1996년에 이르러 단 3개의 플랜테이션만이 남아 2,000명만을 고용하고 있었다. 한때 강하고 번성했던 노동자 공동체는 이제 규모가 줄어들고 범죄가 증가하고 있다. 생산보다는 관광 기반 경제로 점점 더 전환되면서, 1946년 파업 참가자들의 후손들은 다른 곳에서 일자리를 찾아야 했다. 미래에 하와이 설탕 산업의 개선된 조건에 대한 징후는 어디에서도 보이지 않는다.
주요 인물:
잭 홀: 1935년 하와이에 도착하여 노동조합 조직을 도왔다. 1946년에는 ILWU의 이사가 되었다.
해리 브리지스: 노동조합 조직가로, 회사들의 레드 베이팅의 주요 표적이었다.
해리엇 부스로그: 노동조합 변호사. 1888년에서 1959년 사이에 하와이 법조계에 입문한 17명의 여성 중 한 명이었다.